# Thomas Medicus
Thomas Medicus (* 1953 in Gunzenhausen, Mittelfranken) ist ein deutscher Autor und Journalist.

## Leben
Medicus studierte Germanistik, Politikwissenschaften und Kunstgeschichte in Marburg. Nach der Promotion 1981 war er freier Journalist bei der Frankfurter Allgemeinen Zeitung, der Basler Zeitung sowie beim Deutschlandfunk, danach Feuilleton-Redakteur beim Tagesspiegel in Berlin, stellvertretender Feuilletonchef der Frankfurter Rundschau sowie Kulturkorrespondent der Frankfurter Rundschau in Berlin. Im Sommer 2001 sowie im Frühjahr 2006 war er Fellow im Fachbereich „Die Gesellschaft der Bundesrepublik“ am Hamburger Institut für Sozialforschung.
2004 erschien In den Augen meines Großvaters über die Geschichte seines Großvaters, des Generals Wilhelm Crisolli (1895–1944), das viel Presseresonanz hervorrief. Ulrich Raulff bezeichnete das Buch als „detektivische Ausforschung der Schuld seines Großvaters im Partisanenkrieg“, Sigrid Löffler stellte fest: „Dass ein vorzüglicher Roman zustande kam, das ist die besondere Qualität des Buches.“ Andere jedoch sehen das Werk kritischer und bezeichnen es wie Hannes Heer als „Rechtfertigungsliteratur“ zum Reinwaschen der Familie der Täter von Schuld. Medicus betätige sich „aus Sorge um die Ehre der Familie“ als „Lohnschreiber für die eigene Familie und im Dienst des Zeitgeistes“.
Im Frühjahr 2007 war Medicus auf Einladung des Goethe-Instituts Goethe-Munk-Writer in Residence am Munk Centre for International Affairs an der Universität Toronto. 2008 bis 2010 war er Mitarbeiter des Hamburger Instituts für Sozialforschung im Verbundprojekt Social Capital im Umbruch europäischer Gesellschaften – Communities, Familien, Generationen. Im März 2012 erschien seine Biografie über Melitta von Stauffenberg, über die die NZZ schrieb: „Was Medicus jedoch über [sie] ausgegraben und recherchiert hat, ist sowohl bemerkenswert als auch bisweilen unglaublich – jedoch keineswegs unglaubwürdig. Gut geschrieben ist es zudem.“
2012 war er für das Lektorat des umfangreichen Katalogs zur Ausstellung Verführung Freiheit. Kunst in Europa seit 1945 (Deutsches Historisches Museum Berlin) verantwortlich.
Am 7. März 2014 erschien beim Rowohlt Berlin Verlag das erzählende Sachbuch Heimat. Eine Suche. Bei seiner literarischen Expedition in die Provinz seiner Kindheit begegnet Thomas Medicus dem weltberühmten amerikanischen Schriftsteller J. D. Salinger. Uwe Ritzer schrieb darüber am 29. März 2014 in der Süddeutschen Zeitung: „Das Buch ist kein Heimatbuch und sein Inhalt nur vordergründig eine Lokalgeschichte … Es handelt von der Provinz im geografischen Sinne und von der in den Köpfen.“
Im September 2016 erschien der von Thomas Medicus herausgegebene Band Verhängnisvoller Wandel. Ansichten aus der Provinz 1933–1949. Die Fotosammlung Biella über die Herrschaft des Nationalsozialismus in der deutschen Provinz – „ein spektakulärer Fund“ befand Die Welt, N24 und Deutschlandradio Kultur kommentierte: „Gedanken an unsere Gegenwart drängen sich auf …“
Am 22. September 2017 veröffentlichte Medicus bei Rowohlt Berlin das erzählende Deutschland-Buch Nach der Idylle. Reportage aus einem verunsicherten Land, das auf dem Blauen Sofa bei der Frankfurter Buchmesse 2017 vorgestellt wurde. Harry Nutt schrieb in der Frankfurter Rundschau vom 18. Oktober 2017: „Medicus ist bereit, sich von den Menschen, die ihm begegnen, überraschen zu lassen“ und meinte, dass „Medicus’ Deutschlandreise (dieses Buch) zu einer wertvollen Bestandsaufnahme über die mentale Verfassung des Inlands macht.“
Medicus reiste zwischen 1989 und bis Anfang der 2000er Jahre regelmäßig nach Mittel- sowie Ostmitteleuropa. Heute arbeitet er als freier Autor und Publizist in Berlin. Seit 1996 schreibt, arbeitet und lebt er häufig auch in Dolgie/Polen.
2014 wurde ihm der Literaturpreis der Wilhelm und Christine Hirschmann-Stiftung in Treuchtlingen für sein Gesamtwerk verliehen. Medicus erhielt im November 2017 für Heimat. Eine Suche den Sonderpreis des August-Graf-von-Platen-Literaturpreis.
Im Oktober 2020 erschien bei Rowohlt Berlin die Doppelbiographie „Heinrich und Götz George. Zwei Leben“. Knut Elstermann (Radioeins) nannte Thomas Medicus einen „der renommiertesten deutschen Biographen“ und über das Buch urteilte er: „ist eine Geschichte der deutschen Männlichkeit … aber auch ein Buch darüber … welche Positionen ein Künstler innerhalb einer Gesellschaft bezieht“.

## Veröffentlichungen
- Die grosse Liebe. Ökonomie und Konstruktion der Körper im Werk von Frank Wedekind. Guttandin und Hoppe, Marburg 1982, ISBN 3-922140-12-2 (= Dissertation).
- Städte der Habsburger. Anton Hain Verlag, Frankfurt am Main 1991, ISBN 3-445-06023-1.
  - Villes des Habsbourg. Le promeneur, Gallimard, Paris 1995, ISBN 2-07-073923-6.
- In den Augen meines Großvaters. Deutsche Verlags-Anstalt, München 2004, ISBN 3-421-05577-7.
- mit Heinz Bude, Andreas Willisch (Hrsg.): Über Leben im Umbruch. Am Beispiel Wittenberge. Ansichten einer fragmentierten Gesellschaft. Hamburger Edition, Hamburg 2011, ISBN 978-3-86854-233-2.
- Melitta von Stauffenberg. Ein deutsches Leben. Rowohlt, Berlin 2012, ISBN 978-3-87134-649-1.
- Heimat. Eine Suche. Rowohlt, Berlin 2014, ISBN 978-3-87134-761-0.
- (Hrsg.): Verhängnisvoller Wandel. Ansichten aus der Provinz 1933–1949. Hamburger Edition HIS, Hamburg 2016, ISBN 978-3-86854-302-5.[11]
- Nach der Idylle. Reportage aus einem verunsicherten Land. Rowohlt, Berlin 2017, ISBN 978-3-87134-831-0.
- Heinrich und Götz George. Zwei Leben. Rowohlt Berlin 2020, ISBN 978-3-7371-0084-7.[12]
- Klaus Mann. Ein Leben. Rowohlt, Berlin 2024, ISBN 978-3-7371-0154-7.